# Lucien Maubeuge
Lucien Maubeuge (Avernas-le-Bauduin, 8 april 1878 – Seraing, 31 augustus 1968) is een Belgisch Franstalig dichter en toneelschrijver, die in het Waals van Luik publiceerde.
Zijn vader, Albert-Joseph, was van Ardense afkomst en was rijkswachter bij de brigade van Hannuit. Zijn moeder, Célestine Doquier, stamde uit Avernas. Als kind verhuisde Maubeuge met zijn ouders naar Seraing, maar zijn schoolvakanties bleef hij in Avernas, bij zijn oom langs moederszijde, doorbrengen. Toen hij ging werken in de steenkoolmijn van de Thier Potet te Seraing, was Maubeuge amper de banken van het basisonderwijs ontgroeid. Hij werd er al snel als machinist aangesteld.
Inmiddels was Maubeuge begonnen met het schrijven van verzen in het Waals van Luik. Aangemoedigd door onder meer Théophile Bovy, auteur van "Li Chant dès Walons", publiceerde hij in 1904 de bundel "Violètes èt Pinsêyes", die een zeker succes kende en kort daarop werd gevolgd door "So Tchamps so Vôyes…Poésèyes wallones" ("Door Velden en Wegen… Waalse Gedichten"). In 1909 publiceerde hij een bundel liederen, "Tchansons di m'vyèdje" en even later verscheen "Pasquêyes èt rîmès".
Hoewel hij in zijn werk Seraing niet vergat, is Maubeuge altijd een kind van  Luiks Haspengouw gebleven en prefereerde hij veruit de schoonheid en sereniteit van de bossen, velden en weidse uitzichten van zijn geboortestreek boven de koolmijnen van zijn industriële adoptiestad. Zijn sonnet "Li Mouhagne" ("De Mehaigne") werd meermaals in tijdschriften en dagbladen gepubliceerd en het zacht melancholische "Li Niyêye" ("Het Nest") blijft een van de klassiekers van de Waalse poëzie.
Het meeste succes oogstte Maubeuge evenwel met zijn theaterstukken : meestal kluchtige komedies, die meermaals voor radio en televisie opgenomen werden en ook nu nog regelmatig op de planken worden gebracht. In het bijzonder "Lès Feûmes dè cazère" (cazère : letterlijk “kazerne”, maar ook en in dit geval : een aaneengesloten rij, veelal lage arbeiderswoningen) wordt nog vaak, veelal door amateurgezelschappen, gespeeld. Het stuk speelt zich op Vette Dinsdag af te Seraing, in de omgeving van de glasblazerij van Val-Saint-Lambert. De vrouwen uit de woonkazerne slaan, in groepjes van twee of drie met elkaar aan het babbelen. Naarmate er meer geruchten de ronde doen wordt duidelijk dat wie afwezig is,  altijd ongelijk heeft… Het thema van de “commères” (roddeltantes) wordt opnieuw ontwikkeld in de eenakter "Les Feûmes à l’pompe" ("Vrouwen rond de Pomp"). Andere, vandaag minder bekende stukken van Maubeuge zijn : "Li Discandje" ("De Ruil", 1924), "Bèguinète èt Sizèt", "Li Musique da Djhan-Noé",  "Moncheû Grignac" (1912) en "Li marhâ dè Trô-Botin".
In 1939 kreeg Maubeuge de Tweejaarlijkse Prijs voor Waalse Literatuur van de Stad Luik (Pris del Veye di Lidje). In zijn geboortedorp Avernas-le-Bauduin werd op 17 juli 1966, in zijn aanwezigheid, een plein naar hem genoemd.
Lucien Maubeuge overleed op negentigjarige leeftijd in 1968.
- Bibliothèque nationale de France: cb13179658b (data)
- International Standard Name Identifier: 0000 0000 0650 2272
- Virtual International Authority File: 150589